# Liotryphon ascaniae
Liotryphon ascaniae là một loài tò vò trong họ Ichneumonidae.